# Vernon Handley
Pour les articles homonymes, voir Handley (homonymie).
Vernon Handley est un chef d'orchestre britannique né à Enfield en Londres le 11 novembre 1930, mort à son domicile dans le Monmouthshire le 10 septembre 2008 dans sa 78e année,. Pendant toute sa carrière, il se révèle un grand défenseur de la musique britannique du XXe siècle.

## Biographie
Né à Londres, Vernon Handley a d'abord étudié l'anglicisme à Oxford, puis il entre à la Guildhall School of Music and Drama où il sera l'élève de Sir Adrian Boult.
Nommé chef en second de l'Orchestre Philharmonique de Londres, il devient en 1985 premier Chef et directeur artistique de l'Orchestre symphonique de Malmö. Vernon Handley a passé la majeure partie de sa carrière à servir la musique de ses compatriotes. Il a dirigé et enregistré des œuvres de Sir Arthur Bliss, Ralph Vaughan Williams, Edmund Rubbra, Gustav Holst, Sir Edward Elgar, Gerald Finzi, Frank Bridge, Herbert Howells, Sir Arnold Bax, Sir Granville Bantock, Sir Charles Villiers Stanford. Parmi les grands orchestres qu'il a dirigés, on peut citer l'Orchestre symphonique de la Radio de Berlin et l'Orchestre Philharmonique d'Amsterdam. En dehors de la musique, Handley avait une passion pour l'ornithologie.

## Enregistrements
Vernon Handley a enregistré notamment avec le London Philharmonic et l'Ulster Orchestra.
- Britten : Four Sea Interludes, Passacaglia
- Bridge : The Sea
- Bax : On The Sea Shore; Ulster Orchestra, Chandos, 1986
- Sir Arthur Bliss : A Colour Symphony, Checkmate Suite; Ulster Orchestra, Chandos, 1987
- Edward Elgar : The Starlight Express
- Sir Charles Villiers Stanford : 7 Symphonies, 6 Irish Rhapsodies, Clarinet Concerto, Œdipus Rex Prelude, Concert Piece, Concert Variations, Piano Concerto No. 2, Chandos, (1985-1990)

## Sources
- Livret cd Britten-Bridge-Bax